# Новолесной
Новолесно́й (также Новолесно́е) — бывший посёлок, вошедший в состав города Астрахани в 1965 году. Посёлок находится на правом берегу Волги, напротив посёлка Сенной Наримановского района Астраханской области. В настоящее время — один из микрорайонов в составе Трусовского района города Астрахани, второй по счёту с севера. Расстояние до центра города, расположенного на противоположном берегу, составляет около 10 километров по прямой и 13 километров по автодорогам. Большая часть Новолесного застроена частным сектором, в центральной и восточной частях посёлка находится несколько панельных многоэтажек и многоквартирных деревянных бараков.

## Транспорт
Квартал многоэтажек связан с другими частями Трусовского района маршрутными такси № 51с и № 84. По улице Советской Гвардии к западу от центральной части посёлка также ходит маршрутное такси № 38с, соединяющее посёлок с центральной частью Астрахани.